# قطاع الكهرباء في باكستان
يجري توليد الكهرباء في باكستان ونقلها وتوزيعها وتزويدها بالتجزئة من شركتين من شركات القطاع العام المتكاملة رأسياً، وهي هيئة تنمية المياه والطاقة (WAPDA) المسؤولة عن إنتاج الطاقة الكهرومائية وتزويد المستهلكين من قبل شركات توزيع الطاقة (DISCOS) التابعة لـ شركة الطاقة الكهربائية الباكستانية (بيبكو). يوجد حاليًا 11 شركة توزيع وشركة وطنية للنقل والتوزيع (NTDC) جميعها في القطاع العام (باستثناء كراتشي)، وشركة كراتشي للكهرباء (K-Electric) لمدينة كراتشي والمناطق المحيطة بها. هناك حوالي 42 من منتجي الطاقة المستقلين (IPPs) الذين يساهمون بشكل كبير في توليد الكهرباء في باكستان. واعتبارًا من عام 2016، أصبح أكثر من 80٪ من سكانها في المتوسط يحصلون على الكهرباء.

## التاريخ
قطاع الكهرباء في باكستان سوق نامية. إذ لسنوات، ظلت مسألة موازنة عرض البلاد مقابل الطلب على الكهرباء مسألة عالقة إلى حد كبير. واجهت الدولة تحديات كبيرة في تجديد شبكتها المسؤولة عن إمداد الكهرباء. كانت مولدات الكهرباء تسعى إلى تحقيق التكافؤ في العوائد لكل من المستثمرين المحليين والأجانب ممّا يشير إلى أنها واحدة من القضايا الرئيسية في الإشراف على زيادة توليد الكهرباء عندما كانت البلاد تواجه نقصًا متزايدًا. وشملت المشاكل الأخرى نقص الكفاءة، والطلب المتزايد على الطاقة، وعدم الاستقرار السياسي. غالبًا ما لا تدفع الوكالات الإقليمية والفدرالية، وهي أكبر المستهلكين فواتيرها. في مرحلة ما، تقلص توليد الكهرباء بنسبة تصل إلى 50٪ بسبب الاعتماد المفرط على الوقود الأحفوري. تعرضت البلاد لأسوأ أزمة كهرباء في عام 2007 عندما انخفض الإنتاج بمقدار 6000 ميجاوات وتبع ذلك الانقطاع الهائل للتيار الكهربائي. اشتد فصل الأحمال وانقطاع التيار الكهربائي في باكستان قبل عام 2016.
قال السيد النقيب والسيد محسن إن الدراسة الاقتصادية 2020-2021 تكشف أن قدرة باكستان المركبة لتوليد الكهرباء قد ارتفعت إلى 37261 ميجاوات بحلول يوليو 2020 والتي بلغت 22،812 ميجاوات في يونيو 2013، مما يدل على نمو بنسبة 64٪.

## القدرة المركبة
وفقًا لمسح الاقتصاد الباكستاني 2021-22، وصلت قدرة توليد الكهرباء المركبة إلى 41،557 ميجاوات في عام 2022. يبلغ الحد الأقصى لإجمالي الطلب من المناطق السكنية والصناعية ما يقرب من 31000 ميجاوات، في حين أن قدرة النقل والتوزيع متوقفة عند حوالي 22000 ميجاوات. يؤدي هذا إلى عجز يبلغ حوالي 9000 ميجاوات عندما يصل الطلب إلى الذروة. لا يمكن نقل 9000 ميجاوات الإضافية المطلوبة على الرغم من أن ذروة الطلب في البلاد أقل بكثير من قدرتها المركبة البالغة 41.557 ميجاوات.

## شؤون الكهرباء
انقطاع التيار الكهربائي أمر شائع في جميع مدن وقرى باكستان. الوضع أسوأ في المناطق الريفية والنائية. في بعض الأماكن لا توجد كهرباء لمدة تصل إلى 18 ساعة في اليوم. لا تزال العديد من المناطق الريفية أو النائية غير مكهربة بسبب نقص خطوط النقل. بلغ الطلب على الكهرباء في باكستان أعلى مستوياته على الإطلاق بسبب الزيادة السكانية المتزايدة.
تحدث حالات انقطاع التيار الكهربائي بشكل منتظم في باكستان بسبب عيوب هندسية أو انفجارات في المحولات. يمكن أن تؤثر هذه البلاكوت على مساحات شاسعة وتبقى لعدة أيام حتى يتم حل المشكلة. كما أن البنية التحتية لتوزيع الكهرباء عفا عليها الزمن وذات جودة متدنية في جميع أنحاء البلاد. وبالتالي، لا تزال باكستان تواجه مخاوف تتعلق بالكهرباء وانقطاع التيار الكهربائي وتفريغ الأحمال. تحاول الحكومة زيادة توليد الكهرباء، وتحديث البنية التحتية لتوزيع الكهرباء، وتقليل خسائر النقل، والقضاء على انقطاع التيار الكهربائي، وجعل الكهرباء أرخص في المستقبل.

## توليد الكهرباء
- الكهرباء - إجمالي السعة المركبة (FY2021-2022): 41،557 ميجاوات
- الكهرباء - السعة المركبة حسب المصدر (FY2021-2022):
  - الغاز الطبيعي: 32.3٪ من الإجمالي
  - الطاقة الكهرومائية: 24.7٪ من الإجمالي
  - زيت الفرن: 14.3٪ من الإجمالي
  - الفحم: 12.8٪ من الإجمالي
  - الطاقة النووية: 8.8٪ من الإجمالي
  - الرياح: 4.8٪ من الإجمالي
  - الطاقة الشمسية: 1.4٪ من الإجمالي
  - الباغاس: 0.9٪ من الإجمالي[12]

## استهلاك الكهرباء
- الكهرباء - إجمالي الاستهلاك: 89361 جيجاوات ساعة (2021-2022)
- الكهرباء - الاستهلاك حسب القطاع (2021-2022):
  - الأسرة - 47٪
  - تجاري - 7٪
  - صناعي - 28٪
  - الزراعة - 9٪
  - مجلات أخرى- 8٪

## الحوكمة وإصلاح القطاع
تشمل الإصلاحات الأخيرة تفكيك هيئة تنمية المياه والطاقة (WAPDA) وتحويلها إلى شركات في 10 شركات توزيع إقليمية، و4 شركات توليد طاقة حرارية مملوكة للحكومة، وشركة نقل، وهي الشركة الوطنية للنقل والتحكم. تم الاحتفاظ بمحطات الطاقة الكهرومائية من قبل هيئة تنمية المياه والطاقةعلى أنها هيئة تنمية المياه والطاقة الكهرومائية. كلها مملوكة بالكامل للحكومة. شركة K-Electric Limited (المعروفة رسميًا باسم شركة كراتشي لتزويد الكهرباء)، المسؤولة عن توليد الطاقة وتوزيعها في منطقة كراتش، مدرجة في البورصات وهي مملوكة للقطاع الخاص. أنتج منتجو الطاقة المستقلون المملوك للقطاع الخاص 53٪ من طاقة الدولة في السنة المالية 2016.
في عام 2019، تم إدخال سياسة الطاقة البديلة والمتجددة لتعزيز الطاقة المتجددة في الدولة وتقليل البصمة الكربونية وانبعاثات غازات الاحتباس الحراري. تهدف السياسة إلى زيادة حصة الطاقة الخضراء إلى 20٪ بحلول عام 2025 و30٪ بحلول عام 2030. اعتبارًا من عام 2022، 3٪ فقط من مصادر الطاقة في باكستان هي مصادر متجددة.

## آثار الكوارث الطبيعية والتي من صنع الإنسان
خلال فيضانات باكستان عام 2010 وزلزال كشمير عام 2005، تضررت محطات توزيع الطاقة ونقلها وغيرها من البنى التحتية للطاقة. وأثناء الفيضانات وهطول الأمطار، غمرت المياه محطة جناح لتوليد الطاقة الكهرومائية التي شُيّدت مؤخرًا، بالإضافة إلى الأضرار الجسيمة التي لحقت بشبكة النقل والتوزيع والمنشآت، بينما تعرضت العديد من محطات الطاقة والمصافي للتهديد بسبب ارتفاع منسوب المياه مما اضطر إلى إغلاقها. كان لابد من خفض إنتاج حقول الغاز الطبيعي مع اقتراب مياه الفيضان من الآبار. كما كان هناك بعض القلق من قبل النشطاء النوويين الباكستانيين بشأن تأثير الكوارث الطبيعية على المحطات النووية خاصة فوق محطة الطاقة النووية تشاشما، حيث أن المحطة تقع بسبب خطأ جيولوجي. بسبب الاعتماد المفرط لباكستان على السدود لتوليد الكهرباء، بعض الآثار البيئية للسدود مثل غمر الأراضي الصالحة للاستخدام / البيئية وتأثيرها السلبي على غابات المنغروف في باكستان بسبب فقدان حمولة الطمي النهرية، وكذلك زيادة مخاطر أصبحت الفيضانات الشديدة واضحة.

## أنظر أيضا
- قائمة محطات الطاقة في باكستان
- قائمة شركات توزيع الكهرباء الباكستانية
- هيئة تنمية المياه والطاقة
- اقتصاد باكستان
- شركة الطاقة الكهربائية الباكستانية
- مجلس تنمية الطاقة البديلة
- الهيئة الوطنية لتنظيم الطاقة الكهربائية
- شركة كراتشي للتوريدات الكهربائية
- سياسة الطاقة الوطنية الباكستانية